# Gongora ilense
Gongora ilense là một loài lan.